# Готфрид I (Тюбинген)
Готфрид I фон Тюбинген-Бьоблинген (на немски: Gottfried I (Götz) von Tübingen-Böblingen; † 30 януари 1316) от рода на пфалцграфовете на Тюбинген, е граф на Бьоблинген.

## Живот
Той е големият син на граф Рудолф IV фон Тюбинген-Бьоблинген († 1272/1277) и съпругата му графиня Луитгард фон Калв, дъщеря на граф Готфрид III фон Калв († 1262), лотарингски пфалцграф. Майка му се омъжва втори път за граф Улрих III фон Берг-Шелклинген († 1319). Брат е на Хайнрих фон Тюбинген († сл. 1291) и Анна фон Тюбинген, монахиня в „Св. Клара“ във Фрайбург.
Готфрид I се жени на 19 юли 1282 г. или пр. 25 юли 1285 г. за графиня Елизабет фон Фюрстенберг († сл. 1319), вдовица на фрайхер Бертхолд фон Фалкенщайн-Рамщайн († сл. 1286), дъщеря на граф Хайнрих I фон Фюрстенберг († 1283/1284) и Агнес фон Труендинген-Фюрстенберг († 1294). На 28 май 1295 г. Готфрид I ѝ преписва в Бьоблинген селата Гехинген и Шьонайх.
Готфрид I прави дарения на манастири.

## Деца
Готфрид I и Елизабет фон Фюрстенберг имат децата:
- Готфрид II фон Тюбинген († сл. 1329), граф на Тюбинген-Бьоблинген
- Вилхелм II фон Тюбинген († 1327), граф на Тюбинген-Бьоблинген, женен пр. 2 ноември 1318 г. за Хайлика фон Еберщайн († сл. 1318), дъщеря на граф Хайнрих I фон Еберщайн († 1322) и Клара фон Фрундсберг († 1327)
- Хайнрих II фон Тюбинген († декември 1336), граф на Тюбинген-Бьоблинген
- Агнес фон Тюбинген († 27 февруари 1344), омъжена пр. 1326 г. за Улрих фон Рехберг Стари († сл. 1362), син на Улрих II фон Рехберг († 1326) и София фон Грюндлах
- Хуго фон Тюбинген († сл. 1363), тевтонски рицар
- Егон фон Тюбинген († сл. 15 юни 1367), тевтонски рицар в Прусия, ландкомтур на Боцен на Тевтонския орден
- Вилибирг/Беатрикс фон Тюбинген († сл. 1320), омъжена 1313 г. за Херман II, херцог на Тек-Оберндорф († 1319), син на Херман I († 1313/1314) и Беатрикс фон Геролдсек († сл. 1302)